# Gozd Dadia
Gozd Dadia je veliko območje naravnega gozda v regiji Evros v severovzhodni Grčiji. Gozd je sestavljen pretežno iz hrasta in bora. Je eno najpomembnejših območij v Evropi za ptice ujede in edini gozd v Evropi, kjer je mogoče videti vse štiri evropske vrste jastrebov. Zavarovano območje meri 7290 hektarjev in ga vsako leto obišče približno 35.000 ljudi.

## Zgodovina

### Požar v naravi 2023
Velik gozdni požar avgusta 2023 je požgal okoli 73.000 hektarjev v bližini mesta Alexandroupolis, večinoma v gozdu Dadia, pri čemer je umrlo 18 ljudi. Ta požar je trajal 17 dni in uradniki EU so ga do leta 2023 navedli kot »največjega, zabeleženega v EU«. Požar je požgal nekaj več kot 50 % gozda Dadia in ocenjujejo, da bodo požgana območja potrebovala 10 let, da bodo pokazala znake okrevanja, in do 80 let, da se bodo vrnila v prvotno stanje.

## Geografija
Gozd raste v severovzhodni Grčiji, severovzhodno od Aleksandrupolisa, blizu meje s Turčijo, kjer je vzhodni konec gorovja Rodopi večinoma nenaseljen in neokrnjen. Območje je eno izmed z drevesi poraslih gričev Evros, ki segajo do približno 800 metrov nad morjem, vendar brez visokih vrhov. Zavarovano območje pokriva površino 7290 hektarjev in je obdano z varovalnim pasom s približno 28.000 hektarji. Spodnje kamnine so magmatske, nekatere so alkalne, druge pa kisle. Večji del območja je poraščen z gozdom, nekaj pa je tudi grmičevja, travinja in obdelovalnih površin. Drevesa so večinoma hrasti in borovci, z nekaterimi območji primarnega gozda in drugimi območji sekundarne, obnovljene rasti.

## Rastlinstvo
Prevladujoča drevesa v gozdu Dadia so turški bor (Pinus brutia), črni bor in tri vrste hrasta. Med njimi rastejo rumeni dren, črni gaber, kraški gaber, brek in Pistacia terebinthus. Zeliščne rastline in čebulnice so peonije, različne kukavičevke, Iris pumila, Iris reichenbachii, Fritillaria pontica, divji tulipani, Crocus pulchellus in Colchicum.

## Živalstvo
V zavarovanem območju je zabeleženih približno 36 vrst sesalcev, pa tudi 40 vrst plazilcev in dvoživk, vendar je gozd najbolj poznan kot ptičji rezervat. Prisotnih je 36 od 38 dnevnih vrst evropskih ptic ujed, pa tudi 6 nočnih vrst (sove). Tu najdemo vse štiri avtohtone evropske vrste jastrebov: rjavi jastreb, ser, egiptovski jastreb in beloglavi jastreb; Dadia je edini gozd v Evropi, kjer se to zgodi. Orlov je veliko, v zavarovanem območju gnezdi več parov planinskega orla. Manjše ujede so južni sokol, kratkonogi skobec in Bubo. Tukaj gnezdijo tako črna štorklja kot bela štorklja, med manjšimi pticami pa so balkanski muhar (Ficedula semitorquata), Zlatovranke, srakoper Lanius nubicus in Phylloscopus orientalis. Skupaj je bilo zabeleženih 219 vrst ptic.

## Informacije za obiskovalce
Gozd je v celoti upravljano zavarovano območje in ga vsako leto obišče približno 35.000 obiskovalcev. Te prinašajo gospodarske koristi vasi Dadia in širšemu območju. Drugi objekti so ekoturistični center, informacijski center ter kavarna in restavracija. Avtomobili niso dovoljeni, vendar so organizirane ekološke ture z minibusi, obiskovalci pa lahko sledijo potem peš. V bližini Dadie je hostel in različne poti skozi gozd. Vsak dan odložijo mrhovino, da bi nahranili jastrebe in druge roparice ter zagotovili spektakel za obiskovalce, ki jih lahko opazujejo iz skrivališča približno 600 m stran.